# Platycleis sinuata
Platycleis sinuata är en insektsart som beskrevs av Willy Adolf Theodor Ramme 1951. Platycleis sinuata ingår i släktet Platycleis och familjen vårtbitare. Inga underarter finns listade i Catalogue of Life.